# Gran Planúria del Nord de la Xina
La Gran Planúria del Nord de la Xina (en xinès: 華北 平原; pinyin: Huáběi Píngyuán) és la plana al·luvial més gran de la Xina. La plana limita al nord amb les muntanyes Yan, a l’oest amb les muntanyes Taihang, al sud amb les muntanyes Dabie i a l'est amb la mar Groga i la mar de Bohai.

## Geografia
La plana del nord de la Xina s'estén per gran part de les províncies de Henan, Hebei i Shandong i es fusiona amb el delta del Iang-Tsé al nord de les províncies de Jiangsu i Anhui. El riu Groc serpenteja sobre la plana fèrtil i densament poblada que desemboca a la mar de Bohai. La plana és una de les regions agrícoles més importants de la Xina, i produeix blat de moro, sorgo, mill, cacauet, llavors de sèsam, cotó i diverses hortalisses. El seu sobrenom és Terra de la terra groga. La terra baixa es va crear per falla i és la plana al·luvial més gran del món. L'al·luvió també s'anomena de vegades dipòsit al·luvial. Es va formar a finals del Paleogen i Neogen, i després va ser substituït pels sediments del Riu Groc. La terra baixa està limitada per les serralades de Yanshan (al nord), Taihanshan (a l'oest), Dabjeshan i Tjanmushan (al sud) i el mar Groc a l'est. El riu Groc flueix pel mig de la terra baixa fins al mar de Bo Hai.
A la part oriental de la plana, el jaciment petrolier de Shengli de Shandong serveix com a important base de petroli. A causa del seu sòl groc, la plana del nord de la Xina rep el sobrenom de Terra del sòl groc.
La part sud de la plana es coneix tradicionalment com la Plana central (pinyin: Zhōngyuán), que va formar el bressol de la civilització xinesa.
La plana cobreix una àrea d'uns 410.000 quilòmetres quadrats, la majoria dels quals es troba a menys de 50 metres sobre el nivell del mar. Aquesta plana de sòl groc és la principal àrea de producció de sorgo, mill, blat de moro i cotó a la Xina. També es cultiva blat, sèsam i cacauet. La plana és una de les regions més densament poblades del món.
Pequín, la capital nacional, es troba a l'extrem nord-est de la plana, amb Tientsin, una important ciutat industrial i port comercial, a prop de la costa nord-est. El camp petrolífer de Shengli a Shandong és una important base petrolífera. Jinan (la capital de la província de Shandong) i Zhengzhou (la capital de la província de Henan) es troben a la plana, al llarg de la riba del riu Groc. A més, les capitals de diverses dinasties xineses imperials estaven situades a la plana, incloent Luoyang (que va ser en diversos moments la capital de les dinasties Han, Jin, Sue i Tang) i Kaifeng (capital de la dinastia Song del Nord.
La presa multiús de Xiaolangdi es troba abans que les seves aigües desemboquin a la plana del nord de la Xina, un gran delta creat pel llim dipositat a la desembocadura del riu Groc durant mil·lennis. La plana del nord de la Xina inclou la majoria de les províncies de Henan, Hebei i Shandong, així com les parts del nord de Jiangsu i Anhui. Més al sud, la plana del nord de la Xina es fusiona amb el delta del Iang-Tsé, igualment pla.

## Importància històrica
La geografia de la plana del nord de la Xina ha tingut profundes implicacions culturals i polítiques. A diferència de les zones situades al sud del Iang-Tsé, la plana generalment discorre ininterrompudament per les muntanyes i té menys rius i, per tant, la comunicació per cavall era ràpida a la plana. Com a resultat, la llengua parlada és relativament uniforme en contrast amb la gran quantitat de llengües i dialectes del sud de la Xina. A més, la possibilitat d'una comunicació ràpida ha fet que el centre polític de la Xina tendeixi a ubicar-se aquí.

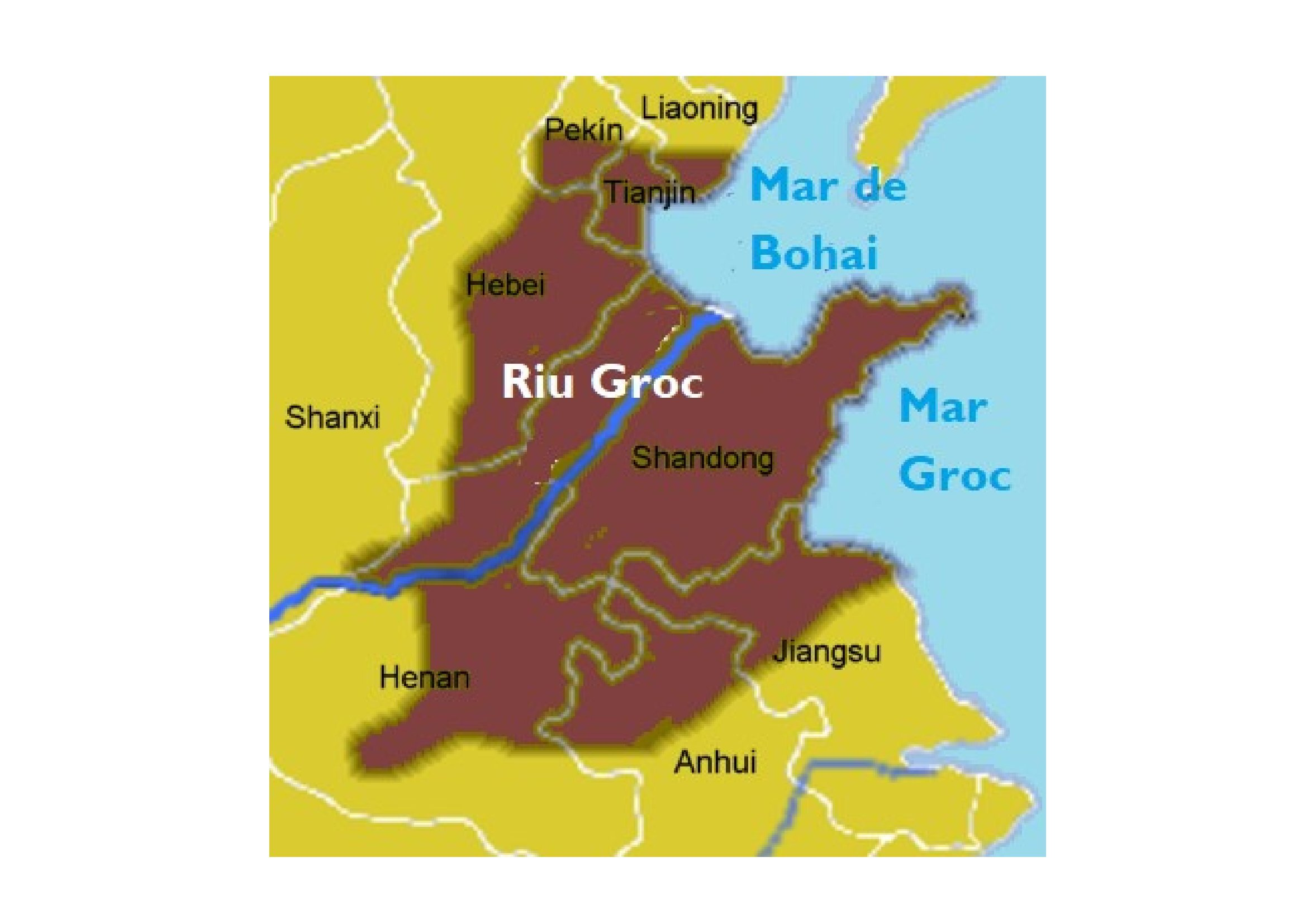
Mapa de la Gran Planúria del Nord de la Xina

Com que el sòl fèrtil de la plana del nord de la Xina es fusiona gradualment amb les estepes i els deserts de Jungària, Mongòlia Interior i el nord-est de la Xina, la plana ha estat propensa a la invasió de grups ètnics nòmades o seminòmades originaris d'aquestes regions, fet que va provocar la construcció de la Gran Muralla Xinesa. Tot i que el sòl de la plana del nord de la Xina és fèrtil, el clima és imprevisible, ja que es troba a la intersecció de vents humits del Pacífic i vents secs de l'interior del continent asiàtic. Això fa que la plana sigui propensa tant a les inundacions com a la sequera. A més, la plana afavoreix inundacions de gran extensió quan les obres fluvials reben danys. Molts historiadors han proposat que aquests factors han afavorit el desenvolupament d’un estat xinès centralitzat per gestionar graners, mantenir obres hidràuliques i administrar fortificacions contra els pobles esteparis. L'escola de la societat hidràulica sosté que els primers estats es van desenvolupar a les valls del riu Nil, Eufrates, Indus i Groc a causa de la necessitat de supervisar un gran nombre de treballadors per construir canals de reg i controlar les inundacions.
Filosòficament, la plana del nord de la Xina va ser també el bressol de Confuci, el patriarca tradicional de la filosofia de l'Àsia oriental. Confuci va viure i ensenyar a l'estat de Lu del 551 al 479 aC. Els seus ensenyaments, registrats a Els analectes, es van convertir finalment en l'escola de pensament coneguda com a confucianisme. Lligat al sistema d'escriptura xinesa clàssica, el confucianisme es va estendre per tota la Xina i a Corea, Japó i Vietnam, influint molt en les seves respectives burocràcies polítiques, legals i educatives.
El projecte inicial del Gran Salt Endavant va ser accelerar la construcció d'aigües a la plana del nord de la Xina durant l'hivern de 1957-1958.

## Canvi climàtic
Aquest conjunt de mapes mostra com l'estrès de calor de l'estiu a la plana del nord de la Xina canviaria entre ara a finals de segle sota RCP4.5 i RCP8.5, els escenaris de canvi climàtic moderat i intens. També mostra com el reg agreujaria l'estrès per calor en comparació amb un contrafactual on no hi ha.
A mesura que el canvi climàtic augmenta la temperatura mitjana de la Terra i té un efecte desproporcionat sobre les temperatures extremes, també augmentarà l'estrès per calor que se senti a les zones que ja són calentes i/o amb molta humitat. S'espera que la plana del nord de la Xina es vegi molt afectada, ja que les àmplies xarxes de reg de la regió donen lloc a un aire inusualment humit. En escenaris sense accions agressives per aturar el canvi climàtic, es preveu que les pitjors onades de calor siguin prou greus per a provocar una mortalitat massiva en treballadors agrícoles que treballen a l'aire lliure. Sota l'escenari de canvi climàtic més extrem, l'escalfament assolit el 2100 seria suficient per provocar aquestes onades de calor a la plana del nord de la Xina aproximadament una vegada per dècada.